# Посмотри в глаза чудовищ
«Посмотри́ в глаза́ чудо́вищ» — фантастический роман А. Г. Лазарчука и М. Г. Успенского 1997 года в жанре криптоистории. Первая часть трилогии «Гиперборейская чума» (следующие книги — «Гиперборейская чума» и «Марш экклезиастов»).
Главный герой романа — русский поэт Николай Гумилёв, якобы не расстрелянный органами ЧК в 1921 году, а выкупленный тайным орденом «Пятый Рим». Название романа — отсылка к стихотворению Гумилёва «Волшебная скрипка», которым открывается каждое издание книги.
В книге собраны воедино практически все популярные конспирологические теории XX века. Выбор главного героя также не случаен: Н. С. Гумилёва неоднократно «встречали» современники и после даты его предполагаемого расстрела. Направление развития сюжета задано незаконченным произведением Гумилёва «Поэма начала», книга Первая: «Дракон» (конец февраля 1921 года, за несколько месяцев до расстрела), на основе которых авторами создана раса драконов-мангасов и мифология теогонии романа.
Стихи из Чёрной тетради, якобы написанные Гумилёвым, принадлежат Дмитрию Быкову.

## Сюжет
Сюжет в романе развивается нелинейно, с многочисленными хронологическими перебивками и интермедиями. Рассказ ведётся то от первого, то от третьего лица.
Общая канва такова: главный герой пытается спасти свою жену и сына, ища живительное лекарство ксерион (философский камень). Его семья была проклята, поскольку он пожелал спасти похищенного ребёнка у очень странных цыган. Параллельно перед читателем разворачивается картина, из которой становится ясно, что это — Гумилёв (не расстрелянный, а выкупленный у ЧК на золото Фламеля Яковом Брюсом, который стал его наставником), рассказывается о тайном обществе, в котором он состоит, и показывается влияние подобных обществ на ход истории XX века.
Поиски героя осложняются тем, что с 1970-х годов большинство его соратников (в число которых входят множество легендарных и загадочных персонажей Нового Времени) позабыло о своих волшебных способностях. Он пытается понять, почему это случилось. Одна из хронологических линий рассказывает о путешествии Гумилёва на трансатлантическом пароходе в 1930 году, другая — о том, как он учился магическому ремеслу на Мадагаскаре, с ретроспективами в его детство в конце XIX века и встречи с нацистами во время Второй мировой войны.
По мере развития сюжета Гумилёв узнает о расе мангасов (драконов-людей), которые живут среди нас (они — хранители Соров, которые должны пробудиться). Также он пытается найти одного из «замаскированных» врагов и разгадать тайну исчезновения Брюса в 1930-х.

## Мифология романа

### Конспирологические теории и артефакты, упомянутые в романе
- Конспирологическая деятельность Рабкрина
- «Тибетский проект» Якова Агранова
- Криптозоологические легенды
- Крысы-мутанты в московском метро
- Тайный смысл «Чёрного квадрата» Малевича
- Библиотека Ивана Грозного
- Меч Зигфрида
- Поиски Святого Грааля (см. Отто Ран)[4]
- Вскрытие могилы Тамерлана, которое должно было способствовать успеху нападения СССР на Германию в июле 1941 г.
- Проект И. И. Иванова[5].
- Нацистская база в Антарктике «Новая Швабия»
- Загадка Катынского расстрела
- Экспедиция Бёрда
- Загадка авторства «Тихого Дона» Шолохова

### Тайные общества в романе
- Пятый Рим (см. ниже)
- Общество Туле[6]
- Рабкрин
- Совет Девяти
- Каббалисты
- Аненербе

### Главные и вымышленные действующие лица
- Николай Степанович Гумилёв

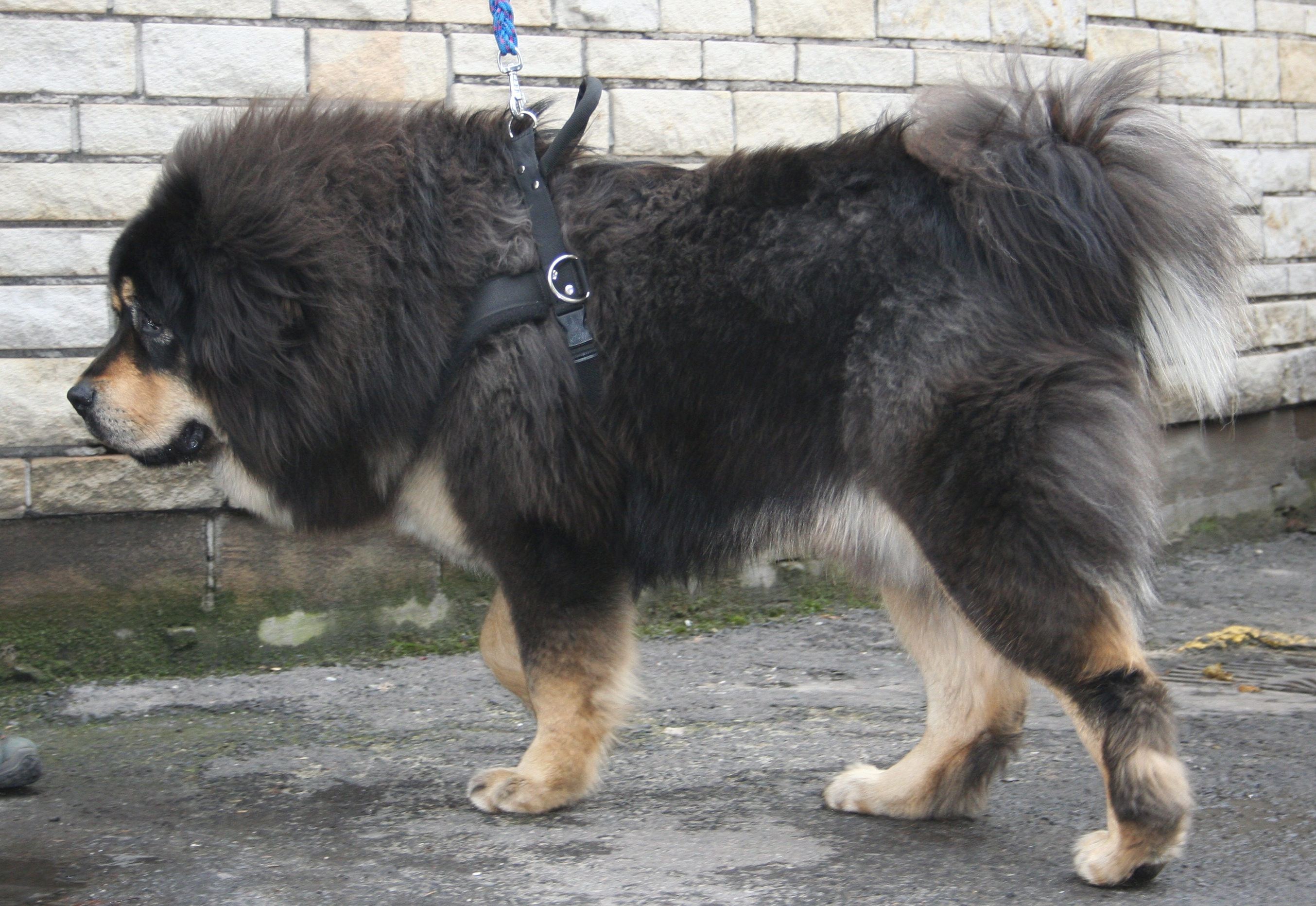
Тибетский мастиф

- Пёс по кличке Гусар (тибетский мастиф)[7]
- Помощники Гумилева: циркач Коминт (цирковой псевдоним — Альберт Донателло), крымский депутат Левка (прототип — Лев Вершинин), цыганский барон Илья Агафонов, цыганка Светлана Шишкина (правнучка Нины Алексеевны Шишкиной-Цур-Милен и самого Гумилёва), армянский ополченец Тигран, бывший афганец Вовчик, американский миллионер Билл Атсон (бывший бутлегер), студент-историк Костя Новиков, Коломиец (бывший военный разведчик, руководитель ЧОПа; прототип — Андрей Михайлович Коломиец, журналист, Омск).

### Второстепенные действующие лица
- Яков Брюс — наставник Гумилева (общество «Пятый Рим»)
- Рабби Лев — представитель каббалистов
- Рудольф фон Зеботтендорф (по сюжету он же — Барон Суббота) — представитель общества Туле
- Швед Арне Хансен (персонаж романа Кэтрин Энн Портер «Корабль дураков»), Марлен Дитрих, режиссёр Джозеф фон Штернберг, философ П. Д. Успенский, Агата Кристи — попутчики Гумилева на пароходе «Кэт оф Чешир», плывущем в США
- Яков Агранов, член тайной коллегии официально упраздненного Рабкрина
- Михаил Булгаков встречается Гумилеву в киевских переулках, потом на Патриарших прудах. Упоминается поэт Иван Приблудный, послуживший Булгакову прототипом Ивана Бездомного из романа «Мастер и Маргарита».
- Семён Великий — следующий в иерархии Пятого Рима после Брюса
- Михаил Скопин-Шуйский — маршал Ордена Фархад, в миру — дворник Гильметдинов
- Валерий Чкалов — советский лётчик
- Отто Ран — член общества Туле
- Николай Рерих — красный шпион Терих, проводивший разведку в Шамбале
- Николя Фламель — гассар, неправильный мангас, на хорошей стороне.
- Царь Ашока — глава Союза Девяти
- Иван Молчанов-Сибирский — сосед «белого киргиза» Гумилева по номеру в «Национале» во время съезда Союза Писателей. На нем же присутствовали Максим Горький, Мариэтта Шагинян, Андрей Жданов, Ольга Форш, Алексей Николаевич Толстой, Илья Эренбург, Андре Мальро, Жан-Ришар Блок, Познер, Владимир Соломонович, Сулейман Стальский. Детский писатель, воевавший в Хакасии и заклятый шаманом — Аркадий Гайдар.
- Говард Ф. Лавкрафт и Роберт Говард — самоучки, интуитивно подошедшие к пониманию тайн.
- Поэт Георгий Маслов (в реальности умерший молодым от сыпного тифа) — в романе автор ещё одной «чёрной тетради», то есть очевидно, такой же ушедший в подполье, как и Гумилёв.
- Ида Наппельбаум, член студии Гумилева и жена литератора Михаила Фромана. В 1950-е годы получила 10 лет лагерей за то, что хранила портрет Гумилева[8].
- Рас Тафари встречается «ещё живому» Гумилёву во время его вояжа в Африку
- пан Твардовский и Ярослав Гашек встречаются Гумилёву во время Первой мировой войны[7]
- Нина Алексеевна Шишкина-Цур-Милен, последняя певица старинного цыганского квартета Шишкиных, подруга «живого» Гумилёва.
- Михаил Шемякин и Леонид Парфёнов
- Ханна Рейч, личный пилот фюрера
- Анатолий Собчак, Лихачёв, Дмитрий Сергеевич, Панченко, Владислав Яковлевич, Кушнер, Александр Семёнович, Ирина Хакамада
- Сриниваса Рамануджан якобы забракован Ашокой за недостаточное знание математики
- Махендра помогал Брюсу переводить древний манускрипт
- Поликарп фон Кирлариса — рыцарь Зяблик
- Трофим Лысенко — засланный Пятым Римом саботажник
- Хулио Кортасар — возможно, гарсон Габриэль, автор «Пути Кортеса». В кафе с ними гуляет Виктор Некрасов
- Камбурова, Елена Антоновна
- Загадочные смерти Маяковского, Есенина, Распутина, Скрябина, Говарда

### Аллюзии и мистификации
- Псевдоним Николая Степановича Гумилёва в «новой жизни» — Николай Степанович Тихонов. Это имя почти полностью совпадает с реальным историческим персонажем: Николай Семенович Тихонов был младший современник Гумилева, как и он — бывший гусар, советский поэт, которого называют продолжателем гумилёвской героическо-киплинговской тематики в поэзии[9][10].
- В Киеве Гумилёв учеником Брюса живёт в хате бабки Горпины. Горпына — молодая ведьма-казачка из романа Генриха Сенкевича «Огнём и мечом».
- В 1928 году Гумилёв живёт в Москве под именем Фридрих-Мария фон Виланд, специалист по древним языкам. Это аллюзия на сцену появления Воланда на Патриарших прудах и предъявления им документов. Гумилёв пишет о потерянной им контактной линзе и хромоте из-за раны.
- В 1930 году Гумилев путешествует под фамилией Карамазов на трансконтинентальном лайнере («По всем документам я сейчас был Карамазов, и папа у меня был Карамазов, и мама Карамазова, и никого это не удивляло. Какая ещё у русского может быть фамилия?») — отсылка к всемирной известности романа Ф. М. Достоевского «Братья Карамазовы».
- Упомянутое «мерзопакостное сочинение Павла Сирина „Обращение распутной отроковицы Лолитии св. Гумбертом“» — разумеется, относится к роману Набокова (Владимир Сирин — один из набоковских псевдонимов).
- Во время Великой Отечественной войны Гумилёв партизанит под кличкой Конан в память о Роберте Говарде, которого он не уберёг от «Гугенотов свободы».
- Забавное пророчество о покорении Луны: «Покорение Луны произойдёт тогда, когда Вернер фон Браун поможет Аполлону оседлать Сатурна в стране цветов. В море пламени вознесён и повержен будет Сатурн, и части тела его упадут в океаны. Борман будет парить вокруг Луны… Коготь сильной руки вонзится в лунные скалы, и вонзит его человек, на спине орла опустившийся к подножию лунных гор. Басовито звучащий старый гонг будет за его спиной… Старый гонг. Басовито звучащий. Из протектората Богемия» построено на следующих аллюзиях: «Аполлон» — класс космических кораблей лунной миссии, «Сатурн» — ракета-носитель, «Орёл» — название лунного модуля, «страна цветов» — Флорида, «коготь сильной руки» — созвучно имени командира экипажа «Аполлона-11» Нила Армстронга (Neil Armstrong — nail arm strong), хотя коготь по-английски «claw», «Борман» — командир экипажа Аполлона-8 Фрэнк Борман, «басовито звучащий старый гонг» — по мнению автора созвучно имени второго астронавта лунной миссии Эдвина «Базза» Олдрина («Buzz» Aldrin — bass old ring). Ни один из космонавтов лунных миссий не имел отношения к Чехии, тем не менее по версии автора ввод войск Варшавского договора в Чехословакию в 1968 году был произведён ради срыва пророчества. Эта же версия звучит во втором романе трилогии «Гиперборейская чума».
- Упоминается портрет Гитлера работы Сальвадора Дали.
- Венгерское восстание 1956 года по версии книги вызвано вскрытием могилы Аттилы.
- Фраза Фламеля «Атлантида не погибла, а … обособилась» — отсылка к более раннему роману Лазарчука «Транквилиум»
- Неизвестный, которого Костя Новиков часто видит на крыше, главный герой второй части трилогии «Гиперборейская чума» — джазовый саксофонист и экстрасенс Крис (Кристофор Мартович) Вулич.
- Фамилия, которую берёт в США один из героев романа Филипп Пилипчук, — Блажкович — фамилия главного героя одной из первых «трёхмерных» игр Wolfenstein 3D. В романе Филипп в одиночку громит гарнизон СС в замке Ружмон — и спасает от немцев неназванный артефакт, очевидно Копьё Судьбы.
- Первые абзацы главы «По дымному следу» («Южная Польша — одно из красивейших мест России…») представляют собой точную цитату из реальных воспоминаний Николая Гумилёва о его участии в военных действиях в Первую Мировую войну.
- Во время операции Бёрда Гумилёв зовётся Николасом Бондом и общается с деятелями английской разведки М. и Яном Флемингом. Позднее Флеминг присылает Гумилёву одну из книг бондианы с дарственной надписью, из которой следует, что именно он вдохновил Флеминга на создание своего знаменитого персонажа[7][11].
- «Знаменитый муровец Щеглов», упоминаемый в истории Коминта Цыпко, — вероятно, намёк на Глеба Жеглова.
- Дайна Сор, Двадцатипятиголовый Хотгор Чёрный мангас, — шутливая отсылка к слову «динозавр», dinosaur (англ.)

### Пятый Рим
Пятый Рим (Братство мозаичников, флорентианцы) — вымышленная тайная организация, рыцарский орден, описанная в романах «Посмотри в глаза чудовищ» (1997) и «Марш экклезиастов» (2006). Основана в 1268 году. Рыцари Ордена проходили специальные курсы омоложения путём использования специального вещества ксериона. А для ускоренного перемещения использовали систему румов-убежищ, разбросанных по всему земному шару.
История Ордена: У истоков организации стояли три зиждителя — инок Софроний, рыцарь-тамплиер Эрар дю Вернуа и хаджи Джалал Аль-Гурганджи. В XIV веке, после гибели остальных основателей, Софроний переносит резиденцию Ордена из Крыма в Московское княжество. После этого члены Ордена принимают активное участие практически во всех значимых политических событиях в России, способствуя созданию централизованного государства. Особенных успехов Орден достиг к концу правления Александра I. Именно в рядах Ордена впервые началось разделение на западников и славянофилов. В советский период Орден, несмотря на противостояние с красными магами, также пытался влиять на внутреннюю и внешнюю политику страны, поддерживая своих ставленников.

### Румы
Систе́ма ру́мов — сеть коммуникаций в пространстве, описанная в романах «Посмотри в глаза чудовищ», «Марш экклезиастов». Румы раскиданы почти по всей территории Земли. Систему румов используют, в основном, члены ордена «Пятый Рим». Помимо рыцарей ордена и других тайных обществ, румами пользовался американский поэт Эдгар Аллан По при посещении России.
Происхождение румов, их устройство и точное количество доподлинно неизвестно. Одно из особенностей является то, что время в румах останавливается, продукты не портятся и пр. Система румов появилась задолго до описанных в романах событий. Предположительно, румы созданы исчезнувшей расой ящеров-мангасов. Тайной румов владел один из основателей «Пятого Рима» инок Софроний, бывший членом «Братства святого Георгия». Позднее румы использовались неосознанно. Вероятно, что использовалась только их малая часть — сеть первого уровня, имеющая выходы на поверхность Земли. Помимо верхних уровней, вероятно, существуют и нижние.

## История создания
Как рассказывает в своем интервью 2017 года Лазарчук: «Это был 95-й год. Как раз вышли в „Дне и ночи“ у Миши „Там, где нас нет“, а у меня — „Транквилиум“. И как-то раз Миша сказал, что у него есть шикарный замысел, но он понимает, что в одиночку ему его не осилить, а вот если мы объединимся… Замысел заключался в том, что после войны из Германии было вывезено большое количество скульптур и статуй, которые Вучетич хотел использовать для создания своих произведений. Но он не знал, что металл, из которого они сделаны, живой. И вот в какой-то момент по некоему сигналу статуи Вучетича оживают… Как видите, из первоначального замысла в роман проник только настольный викинг Олаф и последние строчки „Баллады о пепле“. Просто когда мы стали раскручивать эту историю, нас понесло. Мы в тот день пошли по грибы, поднялись на высокую гору, а поскольку пошёл дождь, сели под одинокое дерево на вершине (всё правда, не шучу). В конечном итоге весь роман был придуман в этот день, буквально за три часа». На вопрос о причинах выбора Гумилёва в качестве главного героя Лазарчук ответил так: «Совершенно невозможно объяснить. Пришёл сам. Там же, на высокой горе под одиноким деревом. Миша [Успенский] сначала упирался, потом понял, что это судьба».
Также он описывает алгоритм написания романа: «Кто-то садился за комп, кто-то говорил слова. Потом менялись. Когда уже весь роман был написан, несколько раз правили текст — сначала он, потом я».

### Отзывы и критика

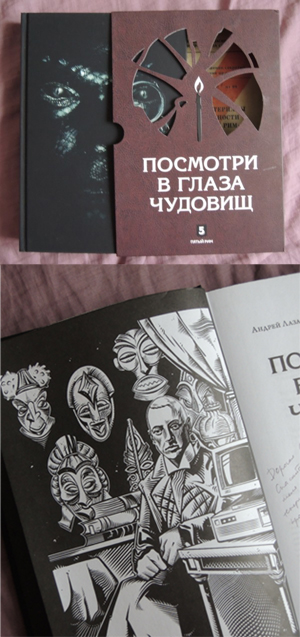
Коллекционное издание 2017 года с дополнительными материалами

Роман Арбитман пишет, что «в романе возник прочный фабульный костяк, скреплённый фигурой главного персонажа и выдержавший нагрузку непрерывных пространственно-временных отступлений», а также отмечает, что интонация текста «необычайно лёгкая, ироническая, нередко фарсовая, а иногда попросту издевательская».
Фантастика, как и во времена Ивана Ефремова, искала новую форму, и искала успешно — своего рода водоразделом стал ироничный постмодернистский роман Андрея Лазарчука и Михаила Успенского «Посмотри в глаза чудовищ», главный герой которого, спасённый неким магическим орденом от расстрела поэт Николай Гумилёв, лихо разоблачал заговор разумных звероящеров.Сергей Шикарев. «Спасение утопающих»
Критик Аделаида Метёлкина считает, что роман Дмитрия Быкова «Оправдание» (2001) написан под сильным влиянием философской фантастики Михаила Успенского и Андрея Лазарчука («Посмотри в глаза чудовищ», «Гиперборейская чума»):
Это, конечно, не эпигонство (Быков лиричнее Лазарчука и, в отличие от Успенского, абсолютно лишён чувства юмора), но неприкрытое, восторженное ученичество. На всех уровнях — от сюжетного до речевого.
Андрей Немзер считает основой успеха романа верность авторов гумилёвской поэзии:
Слой гумилёвских реминисценций в книге богат и причудлив, хотя и не так бросается в глаза, как другие остроумные историко-литературные аттракционы. Придумывая вариации гумилёвской легенды, соавторы всё время помнили: первичны стихи. Доверие к поэзии — вот что обеспечило удачу прозаиков из Красноярска. ... Чем дальше продвигался я по роману, тем больше верил: это, правда, про Гумилёва (или даже: это правда про Гумилёва). Это его неповторимое сочетание оккультных игр и внутренней чистоты, эстетства и мужества, мальчишества и учительства, русскости и космополитизма. Это его драконы, пустыни, корабли, бары, дуэли, эскапады, остроты, морализирование, окопы, трамваи, озёра, видения, церкви. Его Париж и Индия, Конго и Польша, Россия и Земля.
Елена Иваницкая считает, что роман «Посмотри в глаза чудовищ» стал образцом для нескольких «откровенных коммерческих поделок-подделок».

##### Премии
- По итогам голосования участников ежегодного конвента Интерпресскон роман получил премию «Интерпресскон» как лучшее отечественное фантастическое произведение крупной формы, опубликованное в 1997 году.[16]
- В 1999 году на писательском конгрессе «Странник» роман был удостоен премии «Меч в зеркале» как лучшее произведение в жанре альтернативной истории.[17]
- «Бронзовая Улитка»

### Издания
Первое издание вышло в 1997 году, с тех пор роман неоднократно переиздавался.
В 2017 году издательством «Пятый Рим» было напечатано юбилейное коллекционное издание с иллюстрациями (худ. Мария Пономарева), в боксе с дополнительными материалами — брошюрой «Дополнительные материалы по вопросу деятельности организации „Пятый Рим“» (автор Алан Кубатиев). К переизданию Лазарчук написал комментарии — более ста страниц.

## Продолжения трилогии «Гиперборейская чума»
Роман является первой частью трилогии, за ним последовали две книги «Гиперборейская чума» (1999) и «Марш экклезиастов» (2006, соавтор Ирина Андронати).
По поводу создания двух последующих романов трилогии «Гиперборейская чума» (следующие книги — «Гиперборейская чума», «Марш экклезиастов») Лазарчук рассказывает: "изначально так и было задумано по структуре: второй роман о совершенно иных событиях, а потом третий объединяет два первых. Я сейчас не вспомню всё, что из написанного в 95-м не вошло в первый роман, а было использовано во втором и третьем, но такие фрагменты точно были — скажем, «Пролетарская машина времени „Красный Янус“», подготовка НС полярной экспедиции, что-то ещё. Ну и общие содержательные (не сюжетные) схемы мы тогда тоже набросали".

### Гиперборейская чума
«Гиперборе́йская чума́» (1999) — роман А. Г. Лазарчука и М. Г. Успенского. Вторая часть одноимённой фантастической трилогии.
Действие разворачивается в том же сеттинге, что и предыдущая книга «Посмотри в глаза чудовищ», однако с новыми персонажами, не считая Коломийца. Главный герой — частный сыщик Крис Вулич, пытающийся разрешить тайну кровавых ритуальных убийств в Подмосковье, и сталкивающийся с мировым заговором и тайными организациями, представителями которых являются ветераны госбезопасности Илья Панкратов и Антон Ященко, а также шаман Эшигедей. Финал романа объясняет причины развала советской экономики — чтобы снабжать эмиграцию избранных в глубокое прошлое (см. следующий роман цикла). Часть вставных глав рассказывают о молодости главных антагонистов в провинциальном поместье XIX века, другие, стилизованные под яркую советскую прозу 1920-х годов — под фантастический роман о путешествии коммунистов Маркова и Терешкова во времени с помощью мотоциклов.

#### Персонажи
- Кристофер Мартович Вулич — частный сыщик, основатель сыскного агентства «Аргус», экстрасенс и виртуоз-саксофонист. Явная аллюзия на Шерлока Холмса. Фамилия персонажа, возможно взята у второстепенного персонажа романа Лермонтова «Герой нашего времени» — офицера, новелла о котором посвящена фатуму.
- Иван Стрельцов — его помощник и сосед по квартире, врач, раненый в Афганистане
- Евгений Коломиец — владелец охранного агентства «Тимур».
- Ираида Шипицына — его племянница, девушка-онна-бугэйся из старообрядческой сибирской деревни
- Дора Хасановна Шварц — секретарша, 80-летняя ветеранша органов госбезопасности.
- Марков и Терешков — советские путешественники во времени.

#### Критика и отзывы
По отзыву критика, "в жанровом отношении он представляет собой бредовую, буквально чумовую смесь детектива, "альтернативной истории", антиутопии и еще десятка литературных ингредиентов". По словам Дмитрия Быкова, автора стихов в трилогии: " «Погляди в глаза чудовищ» — радостная книга, от избытка эмоций, чувств, таланта. Такая она вся, как шампанское, как бенгальский огонь, такая брызжущая книга. А вот «Гиперборейская чума» и «Марш экклезиастов» — это более трагическая и более взрослая интонация. И там очень много мыслей. Если первый том — это просто история о противостояние динозавров и наша попытка написать ответ «Маятнику Фуко», то вторая и третья книга глубже заглядывают в человеческую природу".

### Марш экклезиастов
«Марш экклезиа́стов» (2006) — фантастический роман А. Г. Лазарчука и М. Г. Успенского в жанре криптоистории и магического реализма, заключительная часть трилогии о приключениях поэта Николая Гумилёва, якобы не погибшего в 1921 году.
В 2007 году книга была номинирована на премии «Бронзовая Улитка» и «Интерпресскон».

#### Сюжет
В мире сплошь и рядом происходят странные и необъяснимые катаклизмы и катастрофы. Николай Гумилёв и организация «Пятый Рим» стремятся выяснить причину происходящего путём «ловли на живца», для чего проводят съезд тайных обществ в Барселоне. На место съезда обрушивается цунами, группа Гумилёва едва успевает уйти с помощью сети румов и попадает в место под названием Ирэм (Ирам), которому была посвящена книга «Некрономикон». На протяжении книги герои стремятся выбраться из Ирэма, проклятого рая-ловушки, а их сподвижники в современном мире пытаются им помочь. Параллельно рассказывается история о средневековых поисках Ирэма монахом-доминиканцем и странствующим дервишем, приведших к тому, что Ирэм стал проклятым.

#### История создания
По поводу создания 2-го и 3-го романов трилогии «Гиперборейская чума» Лазарчук рассказывает: "изначально так и было задумано по структуре: второй роман о совершенно иных событиях, а потом третий объединяет два первых. Я сейчас не вспомню все, что из написанного в 95-м не вошло в первый роман, а было использовано во втором и третьем, но такие фрагменты точно были — скажем, «Пролетарская машина времени „Красный Янус“, подготовка НС полярной экспедиции, что-то ещё. Ну и общие содержательные (не сюжетные) схемы мы тогда тоже набросали».

#### Критика
Книга получила как позитивные, так и негативные отзывы со стороны литературных критиков.
По мнению Л. Пирогова, авторы романа решили всех потрясти, смешав в единое блюдо Борхеса, Эдгара По, Кастанеду, Акунина, Дэна Брауна, юмор «в духе передачи „Аншлаг“» и Дмитрия Быкова. Пирогов полагает, что книга представляет собой мешанину в стиле нью-эйдж, то есть основана «на тотальном смешивании художественных и культурных традиций, религий и мистических практик».
Л. Данилкин в рецензии в журнале «Афиша» даёт положительную оценку книге, буквально салютуя квалифицированным рассказчикам (авторам), которые, по его мнению, очень организованно сводят воедино «обмундированные в разные стилистические униформы» сюжетные линии романа. Данилкин полагает, что авторы «Марша экклезиастов» «с их талантом конструировать цветные многофигурные миры вручную, без перчаток и фартуков, работающие с удачно подобранным исходным материалом — гумилёвской легендой, мифологемой льда и бродячими сюжетами из „1001 ночи“, — желанная добыча всякого читателя, инстинктивно охотящегося на экзотических писателей».